# Publius Canidius Crassus
Publius Canidius Crassus († 30 v. Chr.) war ein Politiker und General in der Endphase der römischen Republik. Er schloss sich dem Triumvirn Marcus Antonius an und nahm 36 v. Chr. an dessen erfolglosem Feldzug gegen die Parther teil. 32/31 v. Chr. hatte er den Oberbefehl über die Landstreitkräfte des Antonius während dessen in Griechenland stattfindender kriegerischer Auseinandersetzung mit Octavian (dem späteren Kaiser Augustus) um die Alleinherrschaft im Römischen Reich. Nach der Schlacht bei Actium sollte er das Heer nach Kleinasien führen, wurde aber unterwegs eingeholt, verließ seine Armee und floh zu Antonius nach Alexandria. Nach der Eroberung Ägyptens ließ der siegreiche Octavian Canidius hinrichten. 

## Leben

### Frühe politische Karriere
In den nach dem Tod Gaius Iulius Caesars ausbrechenden Bürgerkriegen war Canidius, Sohn eines Publius Canidius, ein Anhänger des Marcus Antonius. Im Jahr 43 v. Chr. diente er wohl als Legat unter Marcus Aemilius Lepidus, als dieser in Gallien seine Streitkräfte mit denen des Antonius vereinigte. Zur Zeit des Perusinischen Krieges 41/40 v. Chr. scheint Canidius ein Kommando in Italien oder Gallien geführt zu haben. Nachdem Antonius vorübergehend die Streitigkeiten mit seinem Kollegen im Triumvirat, Octavian, beigelegt hatte, wurde Canidius laut den Fastentabellen Ende 40 v. Chr. kurzzeitig Suffektkonsul mit Lucius Cornelius Balbus Maior (ein früheres Amt im cursus honorum ist nicht belegt). 
In den 30er Jahren v. Chr. diente Canidius unter Antonius im Osten, wohl als Promagistrat. Im Vorfeld von Antonius’ Partherfeldzug unternahm er im Auftrag des Triumvirn gegen Ende des Winters 37/36 v. Chr. einen Feldzug zur Unterwerfung der nordöstlich von Armenien wohnenden kriegerischen Kaukasus-Völker der Albaner und Iberer. Er rückte wohl von Ostarmenien aus durch das Tal des Araxes nördlich in das Tal des Kyros vor und gelangte ins Stammesgebiet der Iberer in der Gegend des heutigen Tiflis. Nach dem Sieg über dieses Volk wandte er sich östlich gegen die bis zum Kaspischen Meer siedelnden Albaner, die damals unter der Herrschaft ihres Königs Zober standen. Canidius schlug auch Zober, der ebenso wie die Iberer zeitweilig die römische Oberherrschaft anerkennen und Hilfstruppen stellen musste. Anschließend nahm Canidius am missglückten Zug des Antonius nach Media Atropatene teil, von wo aus dieser das Partherreich von Norden her bedrohen wollte.
Offenbar erhielt Canidius von Antonius’ Geliebter Kleopatra 33 v. Chr. eine Reihe von Steuer- und Zollerleichterungen. Der Papyrus mit den entsprechenden Anweisungen erregte bei seiner Publikation im Jahr 2000 viel Aufsehen, weil für möglich gehalten wird, dass er einen eigenhändigen Vermerk Kleopatras enthält. Da aber der Name des Begünstigten durch den schlechten Zustand des Papyrus nur fragmentarisch zu erkennen ist, könnte auch ein anderer hochstehender Römer aus dem Freundeskreis des Antonius die genannten Privilegien erhalten haben.

### Bürgerkrieg zwischen Antonius und Oktavian
Nach der Niederlage des Antonius im Partherkrieg hatte Canidius das Kommando über die in Armenien an der Ostgrenze des Reiches stationierten Truppen behalten, die er, als sich der unvermeidliche Endkampf zwischen Octavian und Antonius abzeichnete, Ende 33 oder Anfang 32 v. Chr. zu seinem Vorgesetzten nach Ephesos brachte. Etliche gerade aus Rom zu Antonius geflüchtete Senatoren bestürmten den Triumvirn, Kleopatra wegzuschicken, da sie die beste Angriffsfläche für Octavians Propaganda bildete; und besonders Gnaeus Domitius Ahenobarbus schien mit dieser Argumentation bei Antonius durchzudringen. Angeblich von Kleopatra bestochen, führte nun Canidius aus, dass die Königin viel Geld für die Rüstungen ausgegeben habe und klüger als manch anderer Verbündeter sei, auch dass ihr Verbleib wichtig für die Motivation ihrer ägyptischen Gefolgsleute sei. Er erreichte damit, dass Kleopatra weiterhin bleiben durfte (ca. März 32 v. Chr.).
Als der Bürgerkrieg ausbrach, kommandierte Canidius die Landstreitkräfte des Antonius bis zur Schlacht bei Actium. Im Verlaufe des Krieges in Griechenland verschlechterte sich die Lage des Antonius immer mehr, und schließlich blieb ihm nur noch der Rückzug als letzter Ausweg, da seine Truppen von Octavian völlig von jeder Proviant- und Rüstungszufuhr abgeschnitten und zunehmend dezimiert wurden. Nun änderte auch Canidius seine Meinung und war ebenfalls dafür, Kleopatra nach Alexandria zurückzuschicken und nicht den von der ägyptischen Königin favorisierten Plan eines Durchbruchs zur See, sondern eine Entscheidungsschlacht zu Land zu versuchen; denn Antonius habe noch ein großes Heer und besäße gerade in zu Lande geführten Kriegen große Erfahrung. Canidius konnte sich jedoch nicht mit seiner Meinung durchsetzen. Stattdessen wurde beschlossen, dass er mit dem Landheer allein den Rückzug versuchen sollte, während Antonius und Kleopatra mit der Flotte, auf welche die besten Soldaten gebracht worden waren, Octavians Blockade sprengen und nach Ägypten segeln wollten. Am Tag des Seegefechts bei Actium (2. September 31 v. Chr.) konnte daher Canidius mit seinen Legionen von der Küste aus nur zuschauen. Nachdem Antonius unter großen Verlusten der Durchbruch gelungen war, sollte auf seinen Befehl Canidius das Heer nach Kleinasien bringen, doch wurde er auf dem Weg nach Makedonien eingeholt, verließ daraufhin seine Armee heimlich und floh zu Antonius nach Ägypten, dem er den Verlust der Landstreitkräfte meldete. Dass Canidius – wie antike Quellen behaupten – verräterisch geflüchtet sei und seine Truppen in Stich gelassen habe, bezweifelt der Historiker Michael Grant, da Octavian den Soldaten des Antonius günstige Bedingungen, vor allem Land in Italien, bot, wenn sie kapitulierten. Vielmehr sieht Grant in den antiken Berichten die antoniusfeindliche Sichtweise des Octavian widergespiegelt, der ja überhaupt aufgrund seines Sieges die Tradition über den Bürgerkrieg beherrscht.
Nach dem Selbstmord des Antonius ließ Octavian Canidius hinrichten. Laut dem römischen Historiker Velleius Paterculus sei Canidius ängstlicher gestorben als ihm von seinen Taten her zukam.